# Sant Jaume dels Domenys
Sant Jaume dels Domenys település Spanyolországban, Tarragona tartományban. Sant Jaume dels Domenys El Montmell, Castellví de la Marca, Castellet i la Gornal, L'Arboç, Banyeres del Penedès, Llorenç del Penedès és La Bisbal del Penedès községekkel határos. Lakosainak száma 2803 fő (2024).

## Népesség
A település népessége az elmúlt években az alábbi módon változott:
| Lakosok száma | 110  | 1393 | 1448 | 1177 | 1103 | 1725 | 2388 | 2493 | 2622 | 2803 |
|               | 1717 | 1887 | 1936 | 1960 | 1986 | 2004 | 2009 | 2014 | 2019 | 2024 |